# Girls (chanson de Rita Ora)
Pour les articles homonymes, voir Girls.
Singles par Rita Ora
For You
(2018) Let You Love Me (en)
(2018)
Singles par Cardi B
Be Careful (en)
(2018) Dinero (en)
(2018)
Singles par Bebe Rexha
Push Back (en)
(2018) I'm a Mess
(2018)
Singles par Charli XCX
Out of My Head
(2017) 5 in the Morning (en)
(2018)
Girls est une chanson de Rita Ora, Cardi B, Bebe Rexha et Charli XCX sortie le 11 mai 2018. Il s'agit du troisième single extrait de Phoenix (en), le deuxième album studio de Rita Ora.

## Clip vidéo
Le clip vidéo de Girls est majoritairement filmé le 30 avril 2018 au Royaume-Uni. Des scènes dans lesquelles apparaît Cardi B sont également tournées aux États-Unis. Il sort le 6 juin 2018 et est réalisé par Helmi.

## Accueil
Dès sa sortie, la chanson est critiquée pour ses paroles, en particulier celles de son refrain. Le jour-même, la chanteuse Hayley Kiyoko s'exprime sur son compte Twitter en déclarant que Girls « fait plus de mal que de bien à la communauté LGBT ». Elle trouve que la chanson impose un regard masculin sur les relations entre femmes. D'autres artistes critiquent également publiquement la chanson, comme la chanteuse Kehlani et Katie Gavin, l'une des membres du groupe Muna.

## Classements
| Classement (2018)                              | Meilleure position |
| ---------------------------------------------- | ------------------ |
| Allemagne (GfK Entertainment)                  | 69                 |
| Autriche (Ö3 Austria Top 40)                   | 62                 |
| Belgique (Flandre Ultratip Bubbling Under 100) | 33                 |
| Belgique (Wallonie Ultratip Bubbling Under 50) | 1                  |
| Belgique (Wallonie Ultratop 50 Airplay)        | 40                 |
| Canada (Hot 100)                               | 72                 |
| Canada (Digital Songs)                         | 28                 |
| Croatie (HRT)                                  | 24                 |
| Écosse (OCC)                                   | 15                 |
| Espagne (Digital Single Top 50)                | 42                 |
| États-Unis (Bubbling Under Hot 100)            | 3                  |
| États-Unis (Dance Club Songs)                  | 6                  |
| États-Unis (Digital Songs)                     | 32                 |
| Europe (Digital Song Sales)                    | 20                 |
| France (SNEP)                                  | 138                |
| Grèce (IFPI Greece)                            | 33                 |
| Hongrie (Single Top 40)                        | 38                 |
| Hongrie (Stream Top 40)                        | 37                 |
| Irlande (Irish Singles Chart)                  | 26                 |
| Mexique (Mexico Ingles Airplay (en))           | 42                 |
| Nouvelle-Zélande (Heatseekers)                 | 1                  |
| Pays-Bas (Nederlandse Top 40)                  | 19                 |
| Pays-Bas (Single Top 100)                      | 73                 |
| Pologne (ZPAV)                                 | 27                 |
| Portugal (AFP)                                 | 72                 |
| Tchéquie (IFPI Singles Digitál)                | 59                 |
| Roumanie (Airplay 100 (en))                    | 50                 |
| Royaume-Uni (UK Singles Chart)                 | 22                 |
| Slovaquie (Singles Digitál Top 100)            | 31                 |
| Suède (Sverigetopplistan)                      | 66                 |
| Suisse (Schweizer Hitparade)                   | 54                 |